# 狍屬
狍屬（Capreolus）指的是屬於哺乳綱偶蹄目鹿科空齒鹿亞科的一個屬，目前有兩個種，分別是東方狍（Capreolus pygargus，矮鹿）與西方狍（Capreolus capreolus）。